# 29528 Каплинський
29528 Каплинський (29528 Kaplinski) — астероїд головного поясу, відкритий 10 січня 1998 року.
Тіссеранів параметр щодо Юпітера — 3,319.